# Nicéforo II Orsini
Nicéforo II Orsini Ducas (em grego: Νικηφόρος Β΄ Δούκας; romaniz.: Nikēphoros II Doukas) foi um monarca de Epiro entre 1335 e 1338 e, novamente, entre 1356 até sua morte em 1359.

## Vida
Nicéforo era filho de João II Orsini do Epiro com Ana Paleóloga Angelina. Quando sua mãe supostamente envenenou o pai em 1335, Nicéforo o sucedeu com apenas sete anos de idade e ela assumiu uma regência pelo filho pequeno, mas não conseguiu afastar a inimizade do imperador bizantino Andrônico III Paleólogo, que invadiu e anexou os territórios epirotas da Tessália em 1336 e avançou para Joanina. Os albaneses tomaram vantagem do conflito mais para o sul para atacar os territórios bizantinos no norte, mas foram derrotados pelo imperador em 1337.
Andrônico convocou Ana para ajudar na negociação em 1338, mas se recusou a aceitar o filho dela como vassalo bizantino e instalou seu próprio governador em Epiro. Mantendo Ana como refém, Andrônico arranjou um casamento entre Nicéforo e Maria Cantacuzena, a filha de seu braço-direito, João Cantacuzeno. Porém, a facção anti-bizantina na corte ajudou Nicéforo a escapar para fora do Epiro e enviou-o para a corte da imperatriz titular latina de Constantinopla Catarina II de Valois em Tarento, na esperança de que ele fosse restaurado com a ajuda angevina.
Em 1338, Catarina cruzou o Peloponeso para dar atenção aos seus interesses na região e levou Nicéforo consigo. Instigado por ela, os epirotas se revoltaram em Arta em nome do garoto no final do ano: os rebeldes tomaram a cidade, capturaram o governador bizantino, Teodoro Sinadeno e Nicéforo foi imediatamente enviado para o Epiro. Porém, Andrônico III e João Cantacuzeno rapidamente esmagaram a revolta e cercaram Nicéforo em Tomocastro. Assegurando-lhes a segurança pessoal, João Cantacuzeno persuadiu a guarnição a se render. Nicéforo foi então obedientemente casado com Maria Cantacuzena e recebeu o título de panipersebasto. Levado à Constantinopla, Nicéforo permaneceu ligado à casa dos Cantacuzenos durante a guerra civil da década de 1340. Quando seu sogro conseguiu se consolidar como imperador ao final dos combates, em 1347, Nicéforo recebeu o título mais elevado de déspota. De 1351 em diante, ele foi encarregado do governo de Ainos e das cidades ao longo do Helesponto.
No final de 1355, aproveitando-se do reinício da guerra civil bizantina e da morte do imperador Estêvão Uresis IV, que havia conquistado o Epiro no final da década de 1340, Nicéforo retornou para a Grécia e reuniu seus aliados. Aproveitando-se da vantagem da anarquia provocada pela morte do governador sérvio da Tessália, Nicéforo tomou a região na primavera de 1356 e avançou sobre o Epiro, expulsando o irmão de Estêvão, Simeão Uresis — que tinha se casado com a irmã de Nicéforo, Tomás — de Arta e consolidou seu controle sobre as cidades da região.
A zona rural, porém, foi invadida pelos clãs albaneses e tornou-se impossível de controlar. Para reforçar sua posição e evitar uma reação sérvia, Nicéforo afastou sua esposa, Maria Cantacuzena, e preparou-se para casar com Teodora da Bulgária, a irmã da viúva de Estêvão, Helena, que governava a Sérvia em nome do filho. Porém, Maria era popular e o marido dela foi forçado a chamá-la de volta pela nobreza epirota. Nicéforo também começou a negociar com seu cunhado, Simeão Uresis. Logo depois de reconvocar a mulher, acabou morto, em 1359, enquanto lutava contra os albaneses na Batalha de Anquíalo na Etólia.

## Família
De seu casamento com Maria Cantacuzena, Nicéforo II pode ter tido pelo menos um filho:
- Manuel, que provavelmente é o mesmo "Antônio Cantacuzeno", um monge em Meteora, em 1404.